# Constance Eirich
Eunice Grace Constance Eirich (14 octobre 1888 - 3 mars 1973), connue professionnellement sous le nom de Constance Eirich, est une géologue américaine de Van Wert, Ohio.

## Biographie

### Enfance et formation
Constance Eirich naît le 14 octobre 1888 à Van Wert, Ohio, de son père, le révérend J. Conrad Eirich, et de sa mère, W. Margaret Young. Son père était un ministre ordonné de l'Église luthérienne, et a servi dans plusieurs régions de l'Ohio. Constance était l'un des huit enfants, mais seuls elle et trois de ses frères et sœurs ont atteint l'âge adulte. Elle fréquente le lycée de Van Wert.
Après avoir obtenu son diplôme d'études secondaires à Van Wert, Constance fréquente l'Université Wesleyenne de l'Ohio et obtient une licence. Elle a ensuite fait des études supérieures à l'université du Michigan, où elle obtient une maîtrise. Elle enseigne pendant deux ans au Michigan et voulait continuer mais vers la fin de la Première Guerre mondiale, elle déménage à Tulsa pour commencer sa carrière en géologie en tant que géologue de subsurface.

### Vie personnelle
Constance Eirich était un membre enthousiaste et un leader au sein de sa communauté de Van Wert. En outre, Constance était la présidente du district 2 de la Fédération des clubs de femmes de l'Ohio. Cela a contribué à fournir des installations sanitaires sûres pour tout le monde. Elle est également un membre contributeur du National Council of Geography Teachers en mai 1917, plus précisément dans la section de Battle Creek, Michigan, qui est publiée dans le Journal of Geography.

### Carrière et contributions
Constance Eirich était auparavant enseignante dans les écoles publiques de Van Wert. Après avoir quitté Van Wert, elle enseigne pendant 2 ans dans les écoles de Battle Creek, Michigan, et envisageait un poste dans les écoles de Kansas City lorsqu'elle s'intéresse à l'industrie pétrolière. Elle s'est d'abord portée volontaire pour ce qui était alors considéré comme un travail d'homme et est affectée à la division de Tulsa de la compagnie pétrolière Old Gypsy en tant que géologue de subsurface.
Après avoir travaillé pendant 34 ans pour la Gulf Oil Corporation, où elle est créditée d'un travail important dans ldécouvree de quatre gisements de pétrole. Constance est la première femme membre de la Tulsa Geological Society et a probablement trouvé plus de pétrole avec la cartographie de subsurface que toute autre femme. Elle est également devenue la première femme à être géologue en chef par intérim dans sa société, même si cela était considéré comme un travail d'homme. Elle pensait que ce ne serait qu'un travail temporaire, mais la société pétrolière a étendu ses opérations et les fonctions remplies par Eirich sont devenues si essentielles au bon fonctionnement du département géologique de la Gypsy, devenue plus tard la Gulf Oil Corp, qu'elle continue à travailler à son bureau et dans son laboratoire.

### L'après-carrière
Après son travail pour la Gulf Oil Corporation, la retraite de Constance est annoncée par le vice-président, P.H Bohart, le 1er octobre 1952. En annonçant la retraite, Bohart a également attiré l'attention sur le fait que les rapports créés par Constance avaient conduit à ldécouvree de quatre nouveaux gisements. De retour dans son comté natal de Van Wert, elle s'installe dans la maison qu'elle avait achetée au 315 North Jefferson Street, avec son amie de longue date et ancienne camarade de classe Ruth Douglas. Elle continue à jouer un rôle actif de leader civique en tant que membre du conseil municipal de Van Wert et en tant qu'ancienne présidente de la Van Wert County Historical Society. Mark's Lutheran Church (Van Wert, Ohio), du Van Wert Woman's Club, du Garden Study Club et du Van Wert County Farm Bureau. Ses travaux géologiques de subsurface pour la compagnie pétrolière ont continué à être utilisés dans tout le centre de l'Oklahoma et l'est du Kansas au cours des années suivantes après avoir joué un rôle essentiel dans ldécouvree des quatre nouveaux gisements de pétrole.
Lors de son départ à la retraite, on lui a rendu un grand hommage pour son efficacité et sa fidélité au cours de ses longs services auprès de la compagnie pétrolière. Son travail pour la compagnie s'est étendu au centre de l'Oklahoma et à l'est du Kansas au cours des dernières années.

### Les gisements de pétrole
Après la retraite de Constance Eirich, il est annoncé que ses contributions avaient conduit à ldécouvree de quatre gisements de pétrole. Les deux premiers étaient les gisements de Cheyarha et Garcreek dans le comté de Seminole, en Oklahoma, qui font maintenant partie des champs pétrolifères d'Earlsboro et de North Earlsboro. Ces deux champs pétroliers sont considérés comme les deux plus grands du comté de Seminole. Le troisième gisement découvert par Eirich est celui de Rosenwald, dans le comté d'Okfuskee, en Oklahoma, qui est aujourd'hui considéré comme faisant partie du champ pétrolier de Morse. Le dernier gisement qu'elle découvre est celui d'East Payson, dans le comté de Lincoln, en Oklahoma, qui serait l'un des premiers gisements de l'Oklahoma City Oil Field. Ce champ pétrolifère est aujourd'hui le plus grand de l'Oklahoma, et l'un des plus grands du monde.

## Décès
Constance décède le samedi 3 mars 1973 à l'âge de 84 ans, de façon inattendue à son domicile. Ses parents, John Conrad Constance Eirich et W. Margaret Young, ainsi que ses huit frères et sœurs, l'ont précédée dans la mort. Sa nécrologie est publiée le 5 mars dans un journal local, indiquant que « l'équipe d'urgence du service des incendies est appelée à la maison par un voisin, [mais qu'elle] était morte à leur arrivée ».

## Héritage
Après sa mort, le testament de Constance Eirich crée des fonds de bourses d'études à l'Université de Wittenberg, à l'Université Wesleyenne de l'Ohio et à l'université du Michigan, il a également déclaré que tous ses biens personnels iraient à son amie Ruth Douglas. Son testament a également laissé au conseil d'administration de l'Université de Wittenberg une section de ferme de 80 acres. Le produit de la vente de la ferme est affecté à un fonds de prêt connu sous le nom de Rev. John Conrad and Margaret Eirich Scholarship Loan Fund en mémoire de ses parents. Le reste du produit de la vente est versé à la Van Wert County Foundation, Inc. pour un fonds fiduciaire de bourses d'études destiné aux filles méritantes poursuivant des études postsecondaires.